# Fernando Castillo Velasco (métro de Santiago)
Fernando Castillo Velasco est une station terminus de la ligne 3 du métro de Santiago au Chili. Elle est située, sous l'intersection de l'avenue Fernando Castillo Velasco avec la rue Loreley, dans la commune de La Reina.

## Situation sur le réseau

Plan du métro.

Établie en souterrain, Fernando Castillo Velasco est la station terminus sud-est de la ligne 3 du métro. Elle est située avant la station Plaza Egaña, en direction du terminus nord-ouest Los Libertadores.
Elle dispose des deux voies de la ligne encadrées par deux quais latéraux.

## Histoire
La station Fernando Castillo Velasco est mise en service le 22 janvier 2019, lors de l'ouverture à l'exploitation des 20 km de la ligne 3, entre Los Libertadores et Fernando Castillo Velasco,. Son nom fait référence à l'avenue éponyme qu'elle dessert, celle-ci étant dénommée en hommage à l'architecte et homme politique Fernando Castillo Velasco (es) (1918-2013). En 2012, il était prévu d'appeler la station Larraín, en référence à l'avenue éponyme, mais en 2014, la présidente Michelle Bachelet a officialisé le changement de nom de l'avenue Larraín pour celui de Fernando Castillo Velasco, décédé l'année précédente.

## Services aux voyageurs

### Accès et accueil
La station dispose d'un unique accès équipé d'un ascenseur pour l'accessibilité des personnes à mobilité réduite.

### Desserte
Fernando Castillo Velasco est desservie par les rames qui circulent sur la ligne 3 du métro de Santiago.